# William Henry Harrison
William Henry Harrison (9 tháng 2 năm 1773 – 4 tháng 4 năm 1841) là một sĩ quan quân đội Hoa Kỳ, một nhà chính trị, và là vị Tổng thống Hoa Kỳ thứ 9. Ông qua đời chỉ 31 ngày sau khi nhậm chức do căn bệnh viêm phổi, dẫn đến việc ông là người nắm giữ chức Tổng thống ngắn nhất trong lịch sử nước Mỹ. Bởi ông là vị Tổng thống đầu tiên qua đời khi đương chức, nên cái chết của ông đã đưa Hoa Kỳ vào một cuộc khủng hoảng hiến pháp cũng như đặt ra nhiều câu hỏi và tranh luận về thứ tự kế vị Tổng thống Hoa Kỳ.

## Tiểu sử
Harrison là con trai của Benjamin Harrison V - một nhà lập quốc Hoa Kỳ và là ông nội của Tổng thống Hoa Kỳ thứ 23 Benjamin Harrison (tại nhiệm: 1889-1893). Đồng thời, ông cũng là vị Tổng thống cuối cùng được sinh ra trong thời điểm mà Anh Quốc vẫn còn trị vì mười ba thuộc địa ở Bắc Mỹ - trước khi cuộc Cách mạng Mỹ bùng nổ vào năm 1775.

## Sự nghiệp chính trị
Harrison là dân biểu đầu tiên tại Hạ Viện Hoa Kỳ đại diện cho vùng lãnh thổ phía Tây Bắc và cũng là Thống đốc đầu tiên của Lãnh thổ Indiana. Ông bắt đầu nổi danh khi lãnh đạo các lực lượng quân đội Hoa Kỳ chiến đấu chống lại dân da đỏ tại Trận Tippecanoe năm 1811, nơi mà ông đã được đạt cho biệt hiệu "Tippecanoe" (hay "Old Tippecanoe"). Ông được thăng lên chức Thiếu tướng của Lục quân Hoa Kỳ trong thời kỳ Chiến tranh 1812 (diễn ra từ năm 1812 đến 1815). Trong thời kỳ đó, ông đã giúp giành chiến thắng tại Trận Thames ở Canada và mang tới sự hòa bình ở khu vực. Sau chiến tranh, Harrison chuyển đến sống ở tiểu bang Ohio, và một lần nữa được bầu chọn làm dân biểu đại diện cho tiểu bang này tại Hạ Viện Hoa Kỳ. Năm 1824, các nhà lập pháp của Tiểu bang Ohio đã bầu ông để trở thành Thượng nghị sĩ tại Thượng viện Hoa Kỳ. Tuy nhiên, nhiệm kỳ của ông tại Thượng viện đã bị cắt ngắn khi ông được bổ nhiệm làm Công sứ tại Đại Columbia vào tháng 5 năm 1828.

## Tranh cử 1836
Đến năm 1836, Harrison trở về với cuộc sống bình thường của mình tại bang Ohio. Cũng trong năm đó, Đảng Whig đã chọn ông là ứng cử viên đại diện cho họ tại cuộc bầu cử Tổng thống. Tuy nhiên, thật không may khi mà ông đã bị đánh bại bởi Phó Tổng thống thời bấy giờ là Martin Van Buren - một người thuộc Đảng Dân Chủ. 

## Tổng thống (1841)
Năm 1840, Đảng Whig lại một lần nữa chọn Harrison làm ứng cử viên Tổng thống. Đồng thời, Đảng này cũng chọn John Tyler làm người đồng hành cùng Harrison cho chức vụ Phó Tổng thống trong cuộc chạy đua vào Nhà Trắng năm đó. Do được nhiều người biết đến thông qua bài hát vận động tranh cử "Tippecanoe and Tyler Too", Harrison và Tyler đã đánh bại Van Buren trong cuộc bầu cử năm đó. Khi Harrison nhậm chức tổng thống vào năm 1841 với độ tuổi 68, và ông đã là người già nhất trở thành Tổng thống trong lịch sử Hoa Kỳ. Kỷ lục này chỉ bị phá vỡ cho đến năm 2017, khi Donald Trump nhậm chức ở tuổi 70, 220 ngày.